# STS-42
STS-42は、ディスカバリーによるスペースラブを用いて行われたミッションである。打上げは、当初は1992年1月22日8時45分(EST)が予定されていたが、天候のために延期され、9時52分(EST)に打ち上げられた。ミッションの主目的は、様々な生物に対する微小重力の効果の研究であった。ディスカバリーは、1992年1月30日8時7分(PST)にエドワーズ空軍基地第22滑走路に着陸した。STS-42は、1992年に行われたディスカバリーの2回の飛行のうち最初のもので、2回目は1992年12月2日に打ち上げられたSTS-53であった。また、このミッション以降、1997年2月11日に打ち上げられたSTS-82まで、ディスカバリーでの乗組員7人の飛行は行われなかった。

## 乗組員
- 船長 - ロナルド・グレーブ (3)（青チーム）
- 操縦手 - ステファン・オズワルド (1)（青チーム）
- ミッションスペシャリスト1 - ノーマン・サガード(4)（青チーム）
- ミッションスペシャリスト2 - ウィリアム・レディ（英語版） (1)（赤チーム）
- ミッションスペシャリスト3 - デヴィッド・ヒルマーズ（英語版） (4)（赤チーム）
- ペイロードスペシャリスト1 - ロベルタ・ボンダー,CSA (1)（青チーム）
- ペイロードスペシャリスト2 - ウルフ・メルボルト,ESA (2)（赤チーム）

STS-42では、西ドイツ人初の宇宙飛行士であるウルフ・メルボルトが2度目の宇宙飛行を行った。また、ロベルト・ボンダーがカナダ人初の女性宇宙飛行士となった。実験を24時間監視するため、宇宙飛行士は、赤チームと青チームに分かれた。
ソニー・カーターは、元々このミッションでミッションスペシャリストを務める予定であったが、打上げの7ヵ月前に死去し、ダヴィド・ヒルマーズが代わりを務めた。

## ミッションハイライト

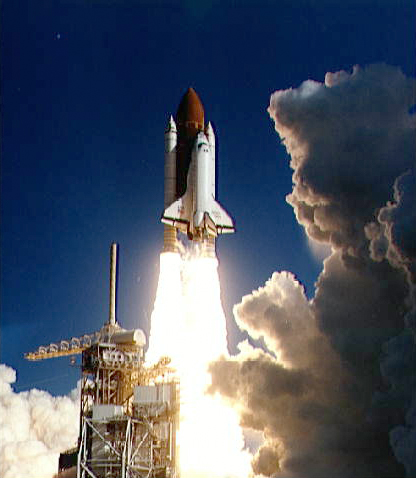
打上げ

打上げは、天候のために1時間遅れ、1992年1月22日午前9時52分33秒(EST)に行われた
。打上げ時の重量は、110,403 kgであった。
このミッションでは、生物や材料加工における無重力の複雑な影響について深く研究するためのスペースラブの加圧有人モジュールであるInternational Microgravity Laboratory-1 (IML-1)が軌道に運ばれた。赤チームと青チームに分けられた乗組員は、低重力へのヒトの神経系の適応やエビの卵、レンズマメの苗、キイロショウジョウバエの卵、細菌等の他の生物への微小重力の効果の実験を行った。低重力下での材料加工の実験には、酵素、ヨウ化水銀、ウイルス等の様々な物質を用いた結晶成長の実験等があった。その他のペイロードには、10個のGet Away Special (GAS)キャニスタ、多数のミッドデッキのペイロード、2つのShuttle Student Involvement Program (SSIP)の実験等があった。ミッドデッキのペイロードには、Applied Microgravity Research (GOSAMR)、Investigations into Polymer Membrane Processing (IPMP)、Radiation Monitoring Experiment (RME-III)等があった。
ミッションは科学実験を続けるために1日延長され、ディスカバリーは、1992年1月30日午前8時7分17秒(PST)にエドワーズ空軍基地第22滑走路に着陸した。ロールアウト距離は、9,811フィートであった。オービタは、1992年2月16日にケネディ宇宙センターに戻った。着陸時の重量は、98,890 kgであった。

## ミッションの徽章
徽章の下部の青地の4つの星と上部の青地の2つの星は、STS-42のミッション番号を表している。右側に描かれた地平線上の金色の1つの星は、NASAに向かう際に乗った飛行機で、アトランティック・サウスイースト航空2311便墜落事故に巻き込まれ死亡したソニー・カーターを称えたものである。カーターは、STS-42にミッションスペシャリストとして搭乗する予定であった。